# Cunninghammedaljen
Cunninghammedaljen (engelska Cunningham Medal) är den främsta utmärkelsen från Royal Irish Academy. 
Medaljen instiftades 1796 av juristen Timothy Cunningham vid Gray's Inn. Efter en period av osäkerhet och experimenterande kring villkoren för utdelandet bestämdes det 1848 att medaljen skulle tilldelas författarna av verk eller essayer inom områdena naturvetenskap, skönlitteratur och antikviteter, publicerade i Irland eller om ämnen med irländsk anknytning. Efter 1885 upphörde utdelandet av medaljen, men den återupplivades 1989 vid tvåhundraårsjubileet av Cunninghams donation. Medaljen utdelas sedan dess vart tredje år som erkänsla för "outstanding contributions to scholarship and the objectives of the Academy".

## Pristagare
- 1796 Thomas Wallace
- 1800 Theophilus Swift (poesi)
- 1805 William Preston (poesi)
- 1818 John Brinkley (astronomi)
- 1827 John D'Alton (historia)
- 1830 George Petrie (historia)
- 1833 George Petrie (historia)
- 1834 William Rowan Hamilton (matematik)
- 1838 James MacCullagh (fysik)
- 1839 James Apjohn (fysik) ; George Petrie (historia)
- 1843 Robert Kane (kemi)
- 1848 Samuel Haughton (matematik); William Rowan Hamilton (matematik); Edward Hincks (orientalistik); John O'Donovan (historia)
- 1851 John Hewitt Jellett (matematik)
- 1858 Edward Joshua Cooper (astronomi); George Salmon (matematik); Charles William Wall (litreturarkritik); William Reeves (historia)
- 1862 Robert Mallet (seismologi); Humphrey Lloyd (astronomi); John Thomas Gilbert (historia); Whitley Stokes (språkvetenskap)
- 1873 William Wilde (polyhistor)
- 1878 George James Allman (naturhistoria); Edward Dowden (litteraturkritik); Aquilla Smith (numismatik); John Casey (matematik)
- 1879 Robert Stawell Ball (matematik);  William Archer (naturhistoria)
- 1881 Howard Grubb (astronomi)
- 1883 Edward Perceval Wright (utgivande av akademiens  handlingar)
- 1884 John Birmingham (astronomi)
- 1885 John Christian Malet (matematik)

uppehåll i utdelandet
- 1989: George Francis Mitchell (naturhistoria)
- 2001: Daniel Joseph Bradley (fysik); Maurice Craig (arkitekturhistoria); Bernard Crossland (ingenjörskonst); David Beers Quinn (historia)
- 2005: Denis Weaire (fysik)
- 2008: Seamus Heaney (poesi)
- 2011: John McCanny (mikroelektronik)
- 2014: Patrick Honohan (nationalekonomi)
- 2017: Dervilla M. X. Donnelly (kemi)
- 2020: Nicholas Canny (historia)
- 2023: Jocelyn Bell Burnell (astronomi)[1]